# Coniopteryx latigonarcuata
Coniopteryx latigonarcuata är en insektsart som beskrevs av Meinander 1972. Coniopteryx latigonarcuata ingår i släktet Coniopteryx och familjen vaxsländor. Inga underarter finns listade i Catalogue of Life.